# Volîțea-Polova, Teofipol
Volîțea-Polova (în ucraineană Волиця-Польова) este o comună în raionul Teofipol, regiunea Hmelnîțkîi, Ucraina, formată numai din satul de reședință.

## Demografie
Componența lingvistică a comunei Volîțea-Polova
     Ucraineană (99,04%)
     Alte limbi (0,96%)
Conform recensământului din 2001, majoritatea populației comunei Volîțea-Polova era vorbitoare de ucraineană (99,04%), existând în minoritate și vorbitori de alte limbi.